# العلاقات الأفغانية المغربية
العلاقات الأفغانية المغربية هي العلاقات الثنائية التي تجمع بين أفغانستان والمغرب.

## مقارنة بين البلدين
هذه مقارنة عامة ومرجعية للدولتين:
| وجه المقارنة                                              | أفغانستان                    | المغرب                                 |
| --------------------------------------------------------- | ---------------------------- | -------------------------------------- |
| المساحة (كم2)                                             | 652.23 ألف                   | 710.85 ألف                             |
| عدد السكان (نسمة)                                         | 34.94 مليون                  | 36.07 مليون                            |
| الكثافة السكانية (ن./كم²)                                 | 53.57                        | 50.74                                  |
| العاصمة                                                   | كابل                         | الرباط                                 |
| اللغة الرسمية                                             | اللغة البشتوية، اللغة الدرية | اللغة العربية، أمازيغية معيارية مغربية |
| العملة                                                    | أفغاني                       | درهم مغربي                             |
| الناتج المحلي الإجمالي (بليون دولار)                      | 20.82 مليار                  | 109.14 مليار                           |
| الناتج المحلي الإجمالي (تعادل القوة الشرائية) بليون دولار | 62.62 مليار                  | 274.06 مليار                           |
| الناتج المحلي الإجمالي الاسمي للفرد دولار أمريكي          | 594                          | 2.88 ألف                               |
| الناتج المحلي الإجمالي للفرد دولار أمريكي                 | 1.93 ألف                     | 7.49 ألف                               |
| مؤشر التنمية البشرية                                      | 0.479                        | 0.628                                  |
| رمز المكالمات الدولي                                      | +93                          | +212                                   |
| رمز الإنترنت                                              | .af                          | .ma                                    |
| المنطقة الزمنية                                           | ت ع م+04:30                  | ت ع م+01:00                            |

## منظمات دولية مشتركة
يشترك البلدان في عضوية مجموعة من المنظمات الدولية، منها:
| علم المنظمة | اسم المنظمة                               | تاريخ انضمام أفغانستان | تاريخ انضمام المغرب |
| ----------- | ----------------------------------------- | ---------------------- | ------------------- |
|             | وكالة ضمان الاستثمار متعدد الأطراف        | 16 يونيو 2003          | 17 سبتمبر 1992      |
|             | منظمة التعاون الإسلامي                    | ?                      | 25 سبتمبر 1969      |
|             | منظمة الشرطة الجنائية الدولية             | ?                      | ?                   |
|             | منظمة حظر الأسلحة الكيميائية              | ?                      | ?                   |
|             | الأمم المتحدة                             | 19 نوفمبر 1946         | 12 نوفمبر 1956      |
|             | مؤسسة التمويل الدولية                     | 23 سبتمبر 1957         | 30 أغسطس 1962       |
|             | يونسكو                                    | 4 مايو 1948            | 7 نوفمبر 1956       |
|             | مؤسسة التنمية الدولية                     | 2 فبراير 1961          | 29 ديسمبر 1960      |
|             | البنك الدولي للإنشاء والتعمير             | 14 يوليو 1995          | 25 أبريل 1958       |
|             | المركز الدولي لتسوية المنازعات الاستشارية | 25 يوليو 1968          | 10 يونيو 1967       |
|             | الاتحاد البريدي العالمي                   | ?                      | ?                   |
|             | الاتحاد الدولي للاتصالات                  | 12 أبريل 1928          | 1 نوفمبر 1956       |

## وصلات خارجية
- موقع وزارة الخارجية الأفغانية
- موقع وزارة الخارجية المغربية